# Нижегородка (Уфа)
Нижегоро́дка (Нижегородская слобода) — жилой исторический район в западной части города Уфы, в основном застроенный индивидуальными жилыми домами. Относится к Ленинскому району. Район находится в 1–2 км от Новой Уфы.
Нижегородка находится в излучине реки Белой. Она окружена рекой с трёх сторон, и каждую весну, во время разлива реки, район затапливает. В центре Нижегородки находится озеро Долгое (Нижегородское), а немного северо-восточнее — озеро Еремеевское, из которого вытекает ручей. Территория района расположена на высоте 87–91 метров над уровнем моря, при этом каждые десять лет, в период весеннего половодья, Белая поднимается на отметку 90,4–90,7 метров. Раз в 100 лет уровень реки доходит до 92 метров и земля полностью скрывается под водой. Для решения этой проблемы вдоль берега Белой предполагается возведение дамбы общей длиной девять километров.
Имеется две школы и два детских сада, один филиал университета, Дом культуры «Ядкарь», Крестовоздвиженская церковь, мечеть «Мунира». По периметру района и вдоль правого берега реки Белой расположены промышленные предприятия и производства с отдельной железнодорожной веткой — Уфимский фанерно-плитный комбинат, Уфимский спирто-водочный комбинат, Уфимский лесокомбинат, а также затоны на месте бывших песчаных карьеров. Здесь находится остановочный пункт Правая Белая, а недалеко от района находится железнодорожный вокзал станции Уфа.

## История
На месте современной Нижегородки в её юго-западной части в XVII веке находилась деревня Стрешневая, принадлежавшая воеводе Стрешневу. Через деревню вела дорога на существовавший до XVIII века Стрешнев перевоз через реку Белую.
Во второй половине XVIII века в Уфу приехали 50 переселенцев крепостных крестьян-старообрядцев из вотчин графов Шереметевых в Нижегородской губернии. Поначалу они поселились на левом берегу реки Сутолоки, однако затем, в 1802 году, перенесли свои мастерские в противоположную часть города. Так была основана Нижегородская слобода. Городские власти долго судились с поселенцами, однако в дальнейшем Уфимская городская дума признала за слободой право селиться и вести промысел на этих землях.
Переселенцы занимались кожевенным и сапожным делом, вымачивали шкуры в озере Долгом. Со временем в слободе занялись изготовлением гончарных, жестяных изделий, выделкой кож, столярным и плотницким делом.
В 1880-х годах в Нижегородке была сооружена мечеть. В 1893 году была построена Крестовоздвиженская церковь, действующая до сих пор.
Ранее через Нижегородку проходила дорога (современные улицы Ущелье, Баумана, Придорожная 2-я, Деревенская Переправа) к Вавиловской (Деревенской) переправе, которая связывала её с Киржацким Затоном.